# Richard Anthony Proctor
Richard Anthony Proctor (ur. 23 marca 1837 w Londynie, zm. 12 września 1888 w Nowym Jorku) – angielski astronom.

## Życiorys
W latach 1856–1860 studiował w St John’s College na Uniwersytecie Cambridge .
Jest najbardziej znany ze względu na stworzenie jednej z pierwszych map powierzchni Marsa na podstawie 27 rysunków obserwatora Williama Ruttesa Dawesa. Mapa ta została w późniejszym okresie zastąpiona przez dzieło Giovanniego Schiaparelliego oraz Eugèna Michela Antoniadiego, na których zmieniona została m.in. nomenklatura. Proctor używał starych rysunków Marsa, datowanych do 1666 r., w celu wyznaczenia doby gwiazdowej planety. Końcowy wynik tych obliczeń, który uzyskany został w 1873 r., wynosił 24 h 37 min. i 22,713 s. Nazwiskiem Proctora został nazwany krater na Marsie.